# Plants vs. Zombies 2: It’s About Time
A Plants vs. Zombies 2: It's About Time ingyenes játszható (free-to-play) tower defense játék, amelyet a PopCap Games fejlesztett és az Electronic Arts adott ki. A játék a 2009-es Plants vs. Zombies folytatása, ami elsőként 2013. augusztus 15-én vált elérhetővé nemzetközi szinten az Apple App Store kínálatában.

## Játékmenet
A Plants vs. Zombies 2: It's About Time az elődjével ellentétben alapvetően ingyenes, ám a játékon belüli vásárlási lehetőségek kihasználására buzdítja a játékost. A lényeg nem változott a Plants vs. Zombies óta, zombik hada próbál eljutni a játékos házába, hogy elfogyasszák az agyát, amit növények telepítésével akadályozhat meg a játékos. Kezdetben néhány gyakorló pálya teljesítésére is lehetőség nyílik, ahol a játék alapjaival ismerkedhet meg a felhasználó. Ha ezt kihagyja vagy teljesíti a játékos, akkor első útja az ókori Egyiptomba vezet. A játékos néhány pálya teljesítés után megkap 10 kulcsot, amit az egyes világok feloldására használhat. Egyes világokon belül 20-30 fokozatosan növekvő nehézségű pálya található meg, amelyeket teljesítve feloldja a következő pályát és minden esetben kap valamilyen jellegű jutalmat. Ez lehet egy új elültethető növény, egy pinata (amelyből aranyat és magokat lehet szerezni az egyes növényekhez), vagy egy zsák arany. A játékban találhatók olyan pályák, melyek esetében nem elég visszaverni a zombihorda támadását. Ezen fokozatok csak akkor teljesíthetőek, ha a játékos betartja az azokhoz fűződő kritériumokat, például nem szabad, hogy kettőnél több növényt veszítsen a játékos egy adott pályán, vagy nem szabad, hogy egyszerre egy bizonyos mennyiségű növénynél több legyen a pályán. Az alappályákon túl, Brain Buster pályák is elérhetőek, itt jellemzően speciális kihívásokkal kell szembenéznie a játékosnak, hasonlóan az első rész minijáték részéhez. Ez a játékmód erősen visszaszorulóban van, egyes frissítésékkel bizonyos fajtái már kikerültek a játékból. 
A játékon belüli pénzérméket lehet gyűjteni az elhullott ellenfelektől vagy valós pénzért vásárolva lehet szerezni. Az előző résztől eltérően nem lehet belőlük tartósabb dolgokat vásárolni, például erősebb növényeket vagy más fejlesztéseket. Az érméket el lehet költeni úgynevezett power-up képességekre, amik egy rövid időre jelentős előnyt biztosíthatnak a játékosnak az ellenfelekkel szemben. A Power Snow (1150 érme) a kiszemelt zombikat hógolyóval dobálja meg, amely lefagyasztja és el is pusztíthatja őket, a Power Toss (950 érme) képességgel a játékos kirepítheti a pályáról az ellenfeleit, a Power Zap (800 érme) pedig áramütést mér a kijelölt területre. Szintén újdonság, hogy vetőmagokat lehet az egyes növényekre alkalmazni, ami mindegyiknél eltérő hatást válthat ki: a borsóvető például rövid időre sorozatlövővé változik, a mogyoró páncélt kaphat, a napraforgó pedig egyszeri alkalommal 150 egységnyi napfényt termel. Ezeket 1000 érméért lehet venni, illetve a zöld aurájú ellenfelek is dobhatják.
Lehetséges a növények képességeinek fejlesztése is, ezekhez megfelelő számú magot kell gyűjteni az adott növénynek. A maximális szint a 20-as, szintenként egyre több mag összegyűjtése szükséges. A magokat nagyrészt a pinyátákból lehet beszerezni. 
A játék bár teljesíthető valós pénz elköltése nélkül, sok játékbeli vásárlást tartalmaz. Ilyenek a prémium növények, amelyek egy részét kizárólag 1700 Ft elköltésével lehet megszerezni. Másik részük pedig 100 gem-be (játékbeli prémium fizetőeszköz) kerül. A gem a játékon belül nehezen megszerezhető, valós pénzért megvehető fizetőeszköz. A játék a többi telefonos játékhoz hasonlóan reklámokat tartalmaz, ezek megnézéséért aranyat vagy gem-et is lehet szerezni. 
A játék bővült két új játékmóddal a fentebb ecsetelt Adventure mód mellett. Az egyik az Arena, melyben nem az a cél hogy megakadályozzuk, hogy bejussanak a házba a zombik (amit ebben a játékmódban nem is tudnak megtenni), hanem hogy több pontot gyűjtsünk össze mint a másik emberi játékosa zombik irtásával. 
Egy másik, heti rendszerességgel új pályákat felvonultató játékmód, melyben különösen nehéz pályákat kell teljesíteni értékes jutalmakért, majd megküzdeni újra meg újra Dr. Zombossal, a játék főellenfelével. A játékosnak nincs lehetősége az előző heti pályák újrajátszására, ezért sietnie kell, ha még akarja szerezni a főnyereményt, amely minden esetben egy prémium növény. 

## Történet
A játékos egy csípős szószhoz jut, amit szomszédja, Crazy Dave a tacója ízesítésére használ fel. Dave újra meg szeretné enni ugyanazt a tacót, ezért az intelligens lakóautó, Penny segítségét kéri, aki visszarepíti az időben, ám végül az ókori Egyiptomban kötnek ki. A játékosnak ezen a helyszínen felül még kalózos és a vadnyugati témájú pályákon kell felvennie a harcot a zombik hordáival. A vadnyugati pályák teljesítésével Crazy Dave és Penny egy távoli jövő témájú fejezetet említ meg.

## Fejlesztés és megjelenés
2012. augusztusában a PopCap bejelentette, hogy dolgoznak egy folytatáson, ami új lehetőségeket fog tartalmazni és új helyzetek elé állítja majd a játékosokat. Később a cég 2013. július 18-át jelölte meg kiadási dátumként. 2013. június 16-án a PopCap Twitter üzenetben közölte, hogy a tervezettnél később jelenik majd meg a játék. Július 9-én az ausztrál és az új-zélandi iOS App Store kínálatában tűnt fel a játék, amivel a szerverek kapacitását kívánták letesztelni. 2013. augusztus 15-én az egész világon elérhetővé vált. A megjelenését követő ötödik napon megszerezte a vezető helyet az ingyenes játékok között 137 országban. 2013. szeptember 12-én megjelent a kínai Baidu AppSearch androidos kínálatban a játék, a fejlesztők azt nyilatkozták, hogy a játék nemzetközi androidos megjelenése 2013 őszére várható. 2013. október 2-án ismét az ausztrál és az új-zélandi piacokon jelent meg elsőként a játék a Google Play kínálatában. 2013. október 23-án az az egész világon elérhetővé vált az android tulajdonosok számára is a játék.

## Fogadtatás
| Összegzőoldal | Értékelés |
| ------------- | --------- |
| GameRankings  | 85%       |
| Metacritic    | 86/100    |

| Szerző    | Értékelés |
| --------- | --------- |
| Edge      | 9/10      |
| Eurogamer | 8/10      |
| IGN       | 8,7/10    |

A játékon belüli vásárlást érő kritikák ellenére is összességében pozitívnak tekinthető a játékról kialakult kép. A Metacritic oldalán az iOS változat 86 pontos átlagértékeléssel bír, 36 kritika alapján. A PopCap a Gamescom alkalmával 2013. augusztus 20-án bejelentette, hogy 15 milliónál is többet töltötték le a játékot, ezzel az EA mobilos üzletágának legsikeresebb nyitást produkálta. 10 nappal később a 25 milliót is túllépte a letöltések száma, ami meghaladja az első rész összes letöltésének számát is.